# Outplacement
Outplacement innebär att medverka till att övertalig personal erhåller ny anställning hos annan arbetsgivare. Olika outplacementprogram är vanliga särskilt vid neddragning i större företag eller offentlig verksamhet. Ett exempel på outplacement kan vara åtgärder vid nedläggningar av industrier där det ofta sker ett samarbete mellan stat, kommun och företag för att hitta andra företag som är intresserade av att etablera sig på orten. Den tidigare arbetsgivaren, arbetsförmedlingen och andra intressenter kan då bidra till olika omskolningsprogram för personalen och på andra sätt underlätta en övergång. 
Andra exempel är att erbjuda anställda i såväl tjänsteföretag som tillverkande företag olika former av utbildningsprogram eller bidrag till universitetsstudier. Ett vanligt förfarande är att de anställs av ett bemanningsföretag, där ursprungsföretaget hyr tillbaka dem som det vill ha, medan resten får hyras ut någon annanstans eller sägas upp.
Företag som hjälper till i outplacement-arbetet kallas också omställningsföretag. 